# Konterdruck
Beim Konterdruck wird die Abbildung seitenverkehrt auf ein transparentes Material gedruckt, damit durch Beleuchtung oder Reflexion von Licht aus dem Hintergrund eine Betrachtung von der Vorderseite möglich wird. Dieses Druckverfahren wird bei Folien für Lebensmittel (wenn Mehrschichtverpackung) oder beispielsweise für Anzeigetafeln mit Hintergrundbeleuchtung verwendet. Bei letzterem ist dadurch eine bessere Farbwirkung erreichbar (City-Light-Poster).